# Daniel Kaluuya
Daniel Kaluuya, né le 24 février 1989 à Londres, est un acteur britannique. 
Il commence sa carrière par le théâtre puis se fait remarquer à la télévision, dans quelques épisodes de la série britannique Skins. Il joue ensuite un rôle importants dans la minis-séries The Fades
Il est finalement révélé au grand public grâce au film d'horreur plébiscité Get Out, qui lui vaut de nombreux prix et nominations.
En 2018, il joue dans le blockbuster à succès Black Panther et dans le drame Les Veuves.
Il remporte l'Oscar du meilleur acteur dans un second rôle en 2021 pour son interprétation du militant afro-américan Fred Hampton dans le film Judas and the Black Messiah.

## Biographie

### Origines et débuts
Né à Londres en 1989 de parents ougandais, Daniel Kaluuya grandit à Camden.  Il fait des études à la St Aloysius Secondary School. Poussé par sa mère, il écrit sa première pièce à 9 ans, puis prend des cours d'improvisation. Il obtient très jeune son premier rôle dans la série Shoot the Messenger.
Il rejoint ensuite le casting original de Skins dans le rôle de Posh Kenneth et participe en tant qu'écrivain aux trois premières saisons. Très impliqué dans ce projet, il est également scénariste de l'épisode Jal de la saison 2, ainsi que du troisième épisode (Thomas) de la troisième saison. C'est lui qui présente le podcast disponible sur le site de la chaîne E4. 
Il fait des apparitions dans plusieurs séries télévisées comme Affaires non classées, ou encore Doctor Who. On le retrouve aussi dans les divertissements télévisés That Mitchell and Webb Look et Harry and Paul. En 2009, il obtient le rôle de Michael « Tea Leaf » Fry dans la série noire Psychoville. À la fin de l'année, le magazine Screen International parle de lui en tant que « star britannique de demain ». 
En 2010, c'est au Royal Court Theatre que l'on retrouve Daniel Kaluuya, dans Sucker Punch de Roy Williams. Il remporte un franc succès et les critiques sont très bonnes, ce qui lui vaut même deux prix : l'Evening Standard Award et le Critics' Circle Theatre Award.

### Révélation critique
L'année suivante, il obtient le rôle principal du court métrage Baby de Daniel Mulloy qui remporte les awards du meilleur court-métrage au Festival international du film d'Édimbourg et aux Awards du film indépendant en Angleterre.  
Il assume ensuite un des rôles principaux du film Chatroom, aux côtés de sa partenaire de Skins, Hannah Murray. Le 19 octobre 2011, on le retrouve à nouveau sur le grand écran dans Johnny English, le retour, dans le personnage de l'agent Tucker. Il se voit également proposer le rôle de Mac, meilleur ami du personnage principal, dans la nouvelle mini-série de Jack Thorne, scénariste de Skins, nommée The Fades. Enfin, il interprète le rôle principal dans Quinze millions de mérites, un épisode de la série dystopique Black Mirror.  
En 2013, il est à l'affiche de deux longs métrages tièdement accueillis, : d'abord le film d'action Welcome to the Punch face à James McAvoy et Mark Strong et participe au second volet des aventures de Kick-Ass. En 2014, il retourne alors à la télévision pour la mini-série dramatique Babylon. L'année suivante, il joue le second rôle de Reggie Wayne dans Sicario de Denis Villeneuve.  
En 2017, il se révèle en interprétant le rôle de Chris Washington, dans le film d'horreur Get Out de Jordan Peele qui connaît un gros succès critique et public. Ce rôle va lui permettre d'être nommé dans plus de 25 catégories, dont celle de meilleur acteur aux Oscars, de meilleur acteur dans une comédie ou un film musical aux Golden Globes ainsi que celle de meilleur acteur au British Academy Film Awards (BAFTA). Sur plus d'une trentaine de nominations, il est récompensé une dizaine de fois. 
En 2018, il incarne ainsi le personnage de W'Kabi pour le blockbuster Black Panther qui reçoit un accueil critique dithyrambique en plus d'un large succès commercial. La même année, il joue sous la direction de Steve McQueen pour le thriller Les Veuves dans lequel il seconde une distribution principale féminine composée de Viola Davis, Michelle Rodríguez, Elizabeth Debicki et Cynthia Erivo.
En 2020, il participe à la campagne publicitaire de Microsoft pour promouvoir la Xbox Series.

## Filmographie

### Cinéma

#### Longs métrages
- 2006 : Shoot the Messenger de Ngozi Onwurah : Reece
- 2008 : Cass de Jon S. Baird : Cass jeune
- 2010 : Chatroom d'Hideo Nakata : Mo
- 2011 : Johnny English, le retour (Johnny English Reborn) d'Oliver Parker : Tucker
- 2013 : Kick-Ass 2 de Jeff Wadlow : Black Death
- 2013 : Punch 199 (Welcome to the Punch) d'Eran Creevy : Juka Ogadowa
- 2015 : Sicario de Denis Villeneuve : Reggie Wayne
- 2017 : Get Out de Jordan Peele : Chris Washington
- 2018 : Black Panther de Ryan Coogler : W'Kabi
- 2018 : Les Veuves (Widows) de Steve McQueen : Jatemme Manning
- 2019 : Queen & Slim de Melina Matsoukas : Slim
- 2020 : A Christmas Carol de Jacqui Morris : le fantôme de Noël présent (voix)
- 2021 : Judas and the Black Messiah de Shaka King : Fred Hampton
- 2022 : Nope de Jordan Peele : Otis Jr. "OJ" Haywood
- 2023 : Spider-Man: Across the Spider-Verse de Joaquim dos Santos, Kemp Powers et Justin K. Thompson : Hobart « Hobie » Brown / Spider-Punk (voix)

#### Courts métrages
- 2007 : Much Ado About a Minor Ting de Jesse Lawrence : Shocker
- 2009 : Brink de Philip Goldie
- 2010 : Baby de Daniel Mulloy : Damon
- 2012 : Beginning de Pier Wilkie : Stanley
- 2013 : Jonah de Kibwe Tavares : Mbwana
- 2014 : Date Night de Reggie Yates : Dave
- 2017 : Robot & Scarecrow de Kibwe Tavares : L'homme
- 2017 : Great Performers : Horror Show de Floria Sigismondi : le tueur psychopathe
- 2020 : Two Single Beds de William Stefan Smith : Jay

### Télévision

#### Séries télévisées
- 2007 : The Whistleblowers : Bully (1 épisode)
- 2007 : Comedy: Shuffle : Dean (1 épisode)
- 2007-2009 : Skins : DJ, Posh Kenneth (rôle récurrent - 11 épisodes) -également scénariste de 2 épisodes-
- 2008 : Affaires non classées (Silent Witness) : Errol Harris (2 épisodes)
- 2008 : Delta Forever : Roger (1 épisode)
- 2008-2009 : That Mitchell and Webb Look : personnages variés (2 épisodes)
- 2009 : Doctor Who : Barclay (1 épisode)
- 2009 : The Philantropist (1 épisode)
- 2009 : Inspecteur Lewis (Lewis) : Declan (1 épisode)
- 2009 : FM : Ades (4 épisodes)
- 2009 : 10 Minutes Tales : Soldat 2 (1 épisode)
- 2009-2011 : Psychoville : Michael Fry (rôle principal - 12 épisodes)
- 2010 : Bellamy's People : personnages variés (4 épisodes)
- 2010 : Comedy Lab : personnages variés (1 épisode)
- 2010-2012 : Ruddy Hell ! It's Harry and Paul (Harry & Paul (en)) : Parking Pataweyo (rôle récurrent - 5 épisodes)
- 2011 : The Fades (mini série) : Mac (6 épisodes)
- 2011 : Black Mirror : Bingham « Bing » Madsen (saison 1 épisode 2)
- 2011 : Coming Up : Micah (1 épisode)
- 2014 : Babylon (mini-série) : Matt Coward (7 épisodes)
- 2018 : La Colline aux lapins (Watership Down) (mini-série) : Bluebell (voix)

#### Téléfilms
- 2008 : The Jason Lewis Experience de Jamie Cox : Youth
- 2009 : Not Safe for Work de Misha Manson-Smith : Dan
- 2011 : Random de Debbie Tucker Green : Frère

### Podcast
- 2022 : Oliver Twist : Hobie Brown (voix)

## Distinctions
Sauf indication contraire ou complémentaire, les informations mentionnées dans cette section proviennent de la base de données IMDb.

### Récompenses
- African American Film Critics Association 2017 : Meilleur acteur dans Get Out
- Boston Society of Film Critics : Meilleur acteur dans Get Out
- Chicago Independent Film Critics Circle Awards 2017 : Meilleur acteur dans Get Out
- Golden Schmoes Awards 2017 : Révélation de l'année pour Get Out
- Festival international du film des Hamptons 2017 : Lauréat dans la catégorie des 10 acteurs à surveiller
- Las Vegas Film Critics Society Awards 2017 : Meilleur acteur dans Get Out
- MTV Movie & TV Awards 2017 : Nouvelle génération dans Get Out
- British Academy Film Awards 2018 : Rising Star Award
- Black Reel Awards 2018 : 
  - Meilleur acteur dans Get Out
  - Meilleure révélation masculine dans Get Out
- Evening Standard British Film Awards 2018 : Meilleur acteur dans Get Out
- Georgia Film Critics Association 2018 : Meilleur acteur dans Get Out
- NAACP Image Awards 2018 : Meilleur acteur dans Get Out
- London Film Critics Circle 2018 : Meilleur acteur britannique de l'année pour Get Out
- National Society of Film Critics Awards 2018 : Meilleur acteur dans Get Out
- Golden Globes 2021 : Golden Globe du meilleur acteur dans un second rôle pour Judas and the Black Messiah [8]
- Screen Actors Guild Awards 2021 : Screen Actors Guild Award du meilleur acteur dans un rôle secondaire pour Judas and the Black Messiah [9]
- Oscars 2021 : Oscar du meilleur acteur dans un second rôle pour Judas and the Black Messiah

### Nominations
- Austin Film Critics Association 2017 : Meilleur acteur dans Get Out
- Awards Circuit Community Awards 2017 : Meilleur acteur dans Get Out
- Florida Film Critics Circle Awards 2017 : Meilleur acteur dans Get Out
- Fright Meter Awards 2017 : Meilleur acteur dans Get Out
- Gotham Awards 2017 : Meilleur acteur dans Get Out
- Indiewire Critics' Poll 2017 : Meilleur acteur dans Get Out
- International Online Cinema Awards 2017 : Meilleur acteur dans Get Out
- MTV Movie & TV Awards 2017 : 
  - Meilleur acteur dans un film pour Get Out
  - Meilleur duo à l'écran pour Get Out, nomination partagée avec Lil Rel Howery
- Online Film Critics Society Awards 2017 :
  - Meilleur acteur pour Get Out
  - Révélation de l'année pour Get Out
- Phoenix Critics Circle 2017 : Meilleur acteur pour Get Out
- Phoenix Film Critics Society Awards 2017 : Meilleur acteur pour Get Out
- San Francisco Film Critics Circle 2017 : Meilleur acteur dans Get Out
- Seattle Film Critics Awards 2017 : Meilleur acteur dans Get Out
- St. Louis Film Critics Association 2017 : Meilleur acteur dans Get Out
- Village Voice Film Poll 2017 : Meilleur acteur dans Get Out
- Washington DC Area Film Critics Association 2017 : Meilleur acteur dans Get Out
- Women Film Critics Circle 2017 : meilleur acteur dans Get Out
- 90e cérémonie des Oscars 2018 : Meilleur acteur dans Get Out
- AACTA International Awards 2018 : Meilleur acteur dans Get Out
- Alliance of Women Film Journalists 2018: Meilleur acteur dans Get Out
- British Academy Film Awards 2018 : Meilleur acteur dans Get Out
- BET Awards 2018 : meilleur acteur pour Black Panther
- Critic's Choice Movie Awards 2018 : Meilleur acteur dans Get Out
- Central Ohio Film Critics Association Awards 2018 : Meilleur acteur dans Get Out
- Empire Awards 2018 : Meilleure révélation masculine pour Get Out
- Independant Spirit Awards 2018 : Meilleur acteur dans Get Out
- Gay and Lesbian Entertainment Critics Association 2018 : 
  - Dorian Award du meilleur acteur de l'année pour Get Out
  - Star de l'année
- Georgia Film Critics Association 2018 : Révélation masculine pour Get Out
- Gold Derby Awards 2018 : 
  - Meilleur acteur dans Get Out
  - Meilleure distribution dans Get Out
  - Révélation de l'année
- Golden Globes 2018 : Meilleur acteur dans un film musical ou une comédie dans Get Out
- Houston Film Critic Society 2018 : Meilleur acteur dans Get Out
- London Film Critics Circle 2018 : Meilleur acteur britannique de l'année
- North Carolina Film Critics Association 2018 : Meilleur acteur dans Get Out
- North Texas Film Critics Association 2018 : Meilleur acteur dans Get Out
- Online Film & Television Association 2018 : 
  - Meilleur acteur pour Get Out
  - Meilleure révélation masculine pour Get Out
- Screen Actors Guild Awards 2018 : 
  - Meilleur acteur dans Get Out
  - Meilleure distribution dans Get Out
- Saturn Awards 2018 : Meilleur acteur dans Get Out
- Oscars 2018 : Oscar du meilleur acteur dans Get Out
- Seattle Film Critics Awards 2018 : meilleur vilain pour Les Veuves
- Black Reel Awards 2019 : meilleur acteur dans un second rôle pour Les veuves
- London Film Critics Circle 2019 : meilleur acteur dans un second rôle pour Les veuves
- Screen Actors Guild Awards 2019 : meilleure distribution pour Black Panther

## Voix françaises
- Jean-Baptiste Anoumon[10] dans :
  - Johnny English, le retour
  - Sicario
  - Les Veuves
  - Queen and Slim
  - Judas and the Black Messiah

Et aussi
- Christophe Lemoine dans Skins (série télévisée)
- Frantz Confiac dans Black Mirror (série télévisée)
- Mohad Sanou dans Kick-Ass 2[10]
- Arnaud Crèvecœur (Belgique) dans Welcome to the Punch
- Grégory Praet (Belgique) dans Get Out
- Rody Benghezala dans Black Panther[10]
- Mike Fédée dans Nope
- Grégory Lerigab dans Spider-Man : Across the Spider-Verse (voix)